# Tomáš Sedlák
Tomáš Sedlák (* 21. června 1972) je bývalý český fotbalový brankář.

## Fotbalová kariéra
Hrál za Duklu Praha, FC Baník Ostrava, FC Karviná a FC NH Ostrava. V československé a české lize nastoupil celkem k 10 utkáním.

## Ligová bilance
| Ročník                                   | Zápasy | Góly | Klub             |
| ---------------------------------------- | ------ | ---- | ---------------- |
| 1. československá fotbalová liga 1991/92 | 1      | 0    | Dukla Praha      |
| 1. česká fotbalová liga 1993/94          | 4      | 0    | FC Baník Ostrava |
| 1. česká fotbalová liga 1994/95          | 4      | 0    | FC Baník Ostrava |
| 1. česká fotbalová liga 1996/97          | 1      | 0    | FC Karviná       |
| CELKEM                                   | 10     | 0    |                  |